# Червоний Хрест (громада)
Червоний Хрест (серб. Црвени Крст) — міська громада (нейборгуд) столиці Сербії Белграда. Розташована в общинах Врачар (більша частина) та Звездара.

## Розташування
Громада розташована в центральній та східній частинах Врачару та на заході Звездари. Межує з громадами Чубура (на заході), Каленіч (на північному заході), Джерам (на півночі), Ліпов Лад (на північному сході), стадіоном Обіліч (на сході) та Пашиним Брдом (на півдні).

## Історія
Територія нинішнього Червоного Хреста є східною частиною Врачарового поля. У 1595 на пагорбі Врачару великий візир Османської імперії Коджа Синан-паша спалив мощі великого сербського святого Сави; точне місце, де це трапилося, невідоме. Більшість учених схиляється до думки, що цей інцидент трапився на вершині пагорбу, де нині розташований храм святого Сави. Згідно з однією з версій, сербський публіцист Глігор'є Возарович спорудив дерев'яний хрест, щоби позначити вірогідне (на його думку) місце спалення мощей. Однак є інше твердження, згідно з яким мощі були спалені ні на території храму святого Сави, ні в районі розташування хреста, спорудженого Возаровичем; вони були спалені на території нинішнього парку Ташмайдан. Також вважається, що Возарович спорудив хрест (який до того ж став першим монументом у Белграді) як символ перемоги та повного визволення сербського народу з-під влади занепадаючої Османської імперії.
Довкола цього хреста згодом виникло поселення, яке отримало назву Возаров Крст. Представники Асоціації святого Сави згодом замінили оригінальний хрест на новий, пофарбований у червоний колір, від якого й походить сучасна назва поселення. 
Крім хреста, на території громади знаходяться ще дві сакральні споруди — православна церква Покрови Пресвятої Богородиці та католицька церква Антонія Падуанського.
Церква Покрови Пресвятої Богородиці спроектована видатним архітектором Моміром Коруновичем та побудована в 1932—33. Церква базиліканського типу має в своїй будові хор, бічні галереї та чотириповерхову дзвіницю над притвором. Наслідуючи візантійські традиції, церква має також елементи романського стилю; особливо вони проявляються у зовнішньому вигляді дзвіниці. Біля церкви розташовані дві бічні каплиці, присвячені святим Антонію та Параскеві Сербській.
Церква святого Антонія спроектована Йоже Плечником та побудована у 1928—32. Є однією з декількох колоподібних у плані церков та єдиним зразком стилю Віденської сецесії у Белграді; має єдину в місті «падаючу» вежу-дзвіницю, розташовану впритул до церкви.
У 2003 міська влада Белграду ухвалила план-концепцію розташування об'єктів біля передньої частини драматичного театру, проте роботи не були здійснені. У 2020 місто анонсувало новий план для всієї території площі, який включає в себе й план 2003 року. Планувалося перенести Кругове перехрестя та газову станцію та висадити додатково нові дерева. План передбачає також розміщення підземного гаражу на 200 місць. Кінцевий термін виконання робіт — 2022.

## Характеристика

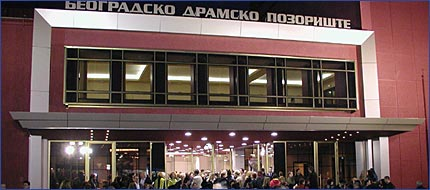
Белградський драматичний театр (центральний вхід)

Червоний Хрест по суті є східним «продовженням» громади Чубура, деякі міські карти позначають Червоний Хрест як Чубуру. Проте кількість населення в частині общини Врачар, де знаходиться Червоний Хрест, та в Чубурі є майже ідентичною (відповідно 12 736 та 13 498 мешканців за даними 2002 року). Фактично, включаючи частину, розташовану в общині Звездара, Червоний Хрест за населенням навіть переважає Чубуру.
Раніше мала територія, що включала лише парк із розташованим у ньому хрестом, Червоний Хрест нині включає в себе транспортну розв'язку, по якій прокладено автобусний та тролейбусний маршрути, а також перехрестя п'яти вулиць — Мілешевської, Стевана Шуплікаца, Бранка Крсмановича, Йована Раїча та Жичі. Через центральну частину громади проходять автобусний та п'ять тролейбусних маршрутів. Південною частиною громади курсують два автобусних, північною — чотири трамвайних маршрути та в перспективі — лінія белградського наземного метрополітену.
Найпримітнішим об'єктом громади є будівля Белградського драматичного театру, відкритого у 1948 та капітально реконструйованого у 2003. На території Червоного Хреста знаходяться відділення всіх наявних у Сербії національних та іноземних банків. Громада має також свій баскетбольний клуб Раднички, який у 1973 виграв Югославську баскетбольну лігу, а у 1976 — національний кубок. Іншими важливими об'єктами є спортивний комплекс Врачар та гідротехнічні споруди Белграду.